# Floyd Tillman
Floyd Tillman (* 8. Dezember 1914 in Ryan, Oklahoma; † 22. August 2003 in Bacliff, Texas) war ein US-amerikanischer Country-Musiker und Songschreiber, der in den 1940er und 1950er Jahren erfolgreich war.

## Anfänge
Floyd Tillman wuchs in ärmlichen Verhältnissen im ländlichen Texas auf. Bereits in jungen Jahren brachte er sich das Gitarre- und Mandolinenspielen bei. Bald hatte er gemeinsam mit seinem Bruder öffentliche Auftritte. 1933 schloss er sich Adolph Hofner's Western Swing Band an, die in San Antonio residierte. Zwei Jahre später wurde er Mitglied der Houstoner Blue Ridge Playboys. Hier setzte er erstmals eine elektrisch verstärkte Gitarre ein. Seine nächste Station war 1936 das Mack Clark Orchestra, wo er als Gitarrist, Mandolinenspieler und Sänger wirkte. In dieser Zeit verfasste er erste Songs.

## Karriere
1939 unterschrieb Tillman beim Decca-Label einen Schallplattenvertrag. Es dauerte bis 1944, bis ihm mit They Took The Stars Out Of Heaven der erste Nummer-1-Hit in den Folk (C&W) Charts gelang. Mit seinem Song It Makes No Difference Now war er weniger erfolgreich. Er verkaufte ihn für 300 $ an Jimmie Davis, der damit einen Hit erzielte (ebenso wie später Bob Wills und Bing Crosby). Vor allem sein eigentümlicher Gesangsstil, der bei vielen Singles keine sonderliche Rücksicht auf Tonlage und Tempo nahm, erschwerte kommerzielle Erfolge. Ein weiterer Grund war die Tatsache, dass er weiterhin in seiner texanischen Heimat lebte, und nur gelegentlich in der „Music City“ Nashville auftauchte.
Während des Zweiten Weltkriegs war er als Armee-Funker in Houston stationiert, was ihm weiterhin das Einspielen von Schallplatten ermöglichte. Nach Kriegsende wechselte er zum Columbia-Label, wo er 1946 mit dem Top-3-Hit Drivin’ Nails in My Coffin nahtlos an seine alten Erfolge anknüpfen konnte. Er war weiterhin regelmäßig in der Top-10 vertreten. Sein bekanntester Hit war 1949 Slipping Around, mit dem allerdings erneut andere erfolgreicher waren. In den 1950er Jahren wechselte er mehrfach das Label. Seine letzte Hitparadenplatzierung hatte er 1960.
Floyd Tillman ist vor allem als Songwriter in Erinnerung geblieben. 1970 wurde er in die Nashville Songwriters Hall of Fame aufgenommen. 1984 erhielt er die größte Auszeichnung der Country-Musik: Er wurde in die Country Music Hall of Fame gewählt. Floyd Tillman starb am 30. August 2003 im Alter von 88 Jahren.

## Diskografie

### Alben
- 1958: Floyd Tillman's Greatest
- 1961: Floyd Tillman's Best
- 1962: Let's make Memories
- 1964; Slippin' Around
- 1967: Floyd Tillman's Country
- 1968: Dream On
- 1969: I still be loving You
- 1979: I'll keep on loving You
- 1981: Floyd Tillman & Friends
- 1999: The Crazy Cajun Recordings